# عبد الله عبد اللطيف آل عمير
عبد الله بن عبد اللطيف بن عبد الله آل عمير العريني السُبَيعي (1876 - 13 يناير 1958) (1293 - 22 جمادى الآخرة 1377)؛ هو  فقيه شافعي وشاعر سعودي. ولد في النعاثل بالهفوف ونشأ ودرس بها. تلقى تعليمه الديني فيها فحفظ القرآن وهو صغير، ثم درس علوم الشرعية والعربية على يد بعض العلماء. عمل معلمًا في مدارس الكوت والنعاثل الأهليتين، كما تولى الإفتاء، ثم القضاء في الأحساء بتكليف من الملك عبد العزيز آل سعود، وكان يقوم بتدريس علوم الدينية والأدبية في منزله، كما كان إمامًا لمسجد الدوغانية بالنعاثل. توفي في مسقط رأسه. 

## سيرته
هو عبد الله بن عبد اللطيف بن عبدالله بن عبدالرحمن بن محمد سعيد بن عبدالله بن محمد بن عبدالله بن محمد آل عميرالعريني السُبيعي. ولد في حي النعاثل بالهفوف سنة 1293 هـ/ 1876 م ونشأ يتميًا حيث توفي والده وهو صغير، فكفله عمه عبد الله بن عمير فدخله في صباه في الكُتّاب وتعلّم القران، وحفظه. ثم درس على علماء الأحساء، منهم عمه عبد الرحمن بن عبد الله، ومحمد بن حسين العرفج. 

برع في التوحيد والتفسير والحديث والفقه الشافعي والفرائض والنحو، فعيّن مدرسًا في مدارس مدينة جدة. عيّنه الملك عبد العزيز آل سعود للقضاء إلّا أنه اعتذر، فقَبِل عذره، واستمر في نشاطاته في التدريس والتأليف والوعظ. 

من تلاميذه هم محمد بن عبد الله آل الشيخ مبارك، وعبد الله الخطيب، وعبد الرحمن الخطيب الجعفري، والسيد عبد الرحمن آل هاشم وابنه عبد الرحمن.

## وفاته
توفي في الهفوف بالأحساء مسقط رأسه في 22 جمادى الآخرة 1377 / 13 يناير 1958.

## شعره
له منظومة في علم النحو بلغت 164 بيتًا مطلعها: الحمد لله عظيم المنَّة/ وكاشف الكرب مزيل المحنة.

وله نظم عدَّدَ فيه سور القرآن، وأتى بذلك على أسلوب المدائح النبوية، بدء هذا النظم بقوله:
كان يقول القصائد الطوال في المناسبات من تهنئة ورثاء وغير ذلك. وأشعاره تدور على مدائح قالها في الملك عبد العزيز بن سعود وحاكم البحرين حمد بن عيسى آل خليفة، ومراثٍ رثى بها العلماء الدين في عصره، وقصائد متنوعة في وصف مظاهر الطبيعة، ومواعظ وزهديات على طريقة الشاعر أبو العتاهية. 

ذكرت في معجم البابطين عن شاعريته:

## وصلات خارجية
- في بوابة الشعراء
- في معجم البابطين